# Guy Jules Paul de La Porte
Guy Jules Paul de la Porte-Mazarin (* 12. September 1701 in Paris; † 30. Januar 1738 ebenda) aus dem Haus La Porte war französischer Hochadliger und Höfling, als Kind in der Endzeit des Königs Ludwig XIV., als Heranwachsender in der Regentschaft des Herzogs von Orléans (1715–1723) und als Erwachsener in den ersten Jahren des Königs Ludwig XV.
In seinen letzten Jahren trug er die Titel eines Prince (oder Sire) de Château-Porcien, Duc de Mayenne, Duc de Mazarin und Duc de La Meilleraye im zweifachen Rang eines Pair de France, Marquis de Chilly et de Longjumeau etc. Zudem war er Gouverneur von Port-Louis, Hennebont und Quimperlé in der Bretagne.

## Leben
Guy Jules Paul de La Porte-Mazarin war der älteste Sohn von Paul Jules de La Porte († 7. September 1731) und Felice Charlotte Armande de Durfort († 1730). Er war der jüngere Bruder von Armande Félice de La Porte Mazarin (1691–1729), der Geliebten des Duc de Richelieu und Ehefrau von Louis III. de Mailly, Marquis de Nesle et de Mailly, Prince d’Orange; Louis de Mailly sind die Eltern der fünf Nesle-Schwestern, von denen vier Mätressen des Königs Ludwig XV. waren.
Am 5. Mai 1716 heiratete er Louise Françoise de Rohan (* 4. Januar 1695; † 27. Juli 1755), Tochter von Hercule Mériadec de Rohan-Soubise, Duc de Rohan-Rohan (Haus Rohan) und Anne Geneviève de Lévis-Ventadour. Ihr einziges Kind war die Tochter Charlotte Antoinette de La Porte (* 24. März 1719; † 6. September 1735), die am 1. Juni 1733 mit Emmanuel-Félicité de Durfort, Duc de Duras, (* 19. September 1715; † 6. September 1789) verheiratet wurde, der 1755 Marschall von Frankreich und 1775 Mitglied der Académie française wurde.
Mit dem Tod seines Vaters 1731 wurde er Prince de Château-Porcien, Duc de Mayenne, de Mazarin et de La Meilleraye sowie Pair de France.
Guy Jules Paul de La Porte-Mazarin starb am 30. Januar 1738 in Paris im Alter von 36 Jahren. 